# Рубен Габріельсен
Лунан Рубен Габріельсен (норв. Lunan Ruben Gabrielsen, нар. 10 березня 1992, Йовік, Норвегія) — норвезький футболіст, центральний захисник клубу «Ліллестрем» та національної збірної Норвегії.

## Клубна кар'єра
Футбольну кар'єру на дорослому рівні Рубен Габріельсен починав у клубі з рідного міста «Йовік-Люн», що виступає у четвертому дивізіоні чемпіонату Норвегії. У 2009 році він перейшов до клубу Тіппеліги «Ліллестрем». 4 квітня Рубен зіграв свій перший матч у новій команді і став наймолодшим гравцем Тіппеліги в історії «Ліллестрема». На той момент йому виповнилося 17 років і 25 днів.
У липні 2014 року Габріельсен приєднався до «Молде», підписавши з клубом контракт на два з половиною роки. Вже в першому своєму сезоні футболіст виграв з клубом чемпіонат і національний Кубок. На початку 2017 року він продовжив термін дії контракту з клубом до кінця 2019 року. В подальшому Габірельсен був капітаном команди. Після закінчення сезону 2019 року як вільний агент він перейшов до французької «Тулузи». Виграв з командою французьку Лігу 2 і допоміг клубу підвищитися в класі.
Перед початком сезону 2021/22 Габріельсен відправився в оренду до кінця року в данський «Копенгаген», у складі якого брав участь у Лізі конференцій. Після закінчення терміну оренду 31 грудня 2021 року футболіст повернувся до «Тулузи». А вже у січні 2022 року підписав контракт з клубом МЛС «Остін».
Перед початком сезону 2023 року Габріельсен повернквся до Норвегії. де приєднався до свого колишнього клубу «Ліллестрем».

## Збірна
Маючи камерунське коріння по лінії матері, Габріельсен все ж таки обрав збірну Норвегії. З 2008 року він захищав кольори юнацьких та молодіжної збірних Норвегії. Перший виклик до національної збірної Норвегії Габріельсен отримав у 2016 році.

## Досягнення
Молде
 Чемпіон Норвегії (2): 2014, 2019
 Переможець Кубка Норвегії: 2014